# Ergo (motorfiets)
Ergo is een Duits historisch merk van motorfietsen.
De bedrijfsnaam was: Hilmar Linker, Motorfahrzeuge, Jägerstraße 15, Leipzig-Gohlis.
Hilmar Linker kwam in 1924 op de markt met motorfietsen met kopklepmotoren van 250- en 350 cc. Van de constructie klopte echter niet veel: het frame (een gesloten wiegframe) was veel te hoog en de balhoofdhoek was te steil. Bovendien waren zowel de primaire- als de secundaire ketting niet afgedekt.
Met een dergelijk product was niet te concurreren op de toch al verzadigde Duitse motorfietsmarkt, waar tussen 1923 en 1925 honderden motorfietsmerkjes kwamen en gingen. Ergo verdween dan ook in 1925 van de markt.
Toch werden er wel enkele exemplaren verkocht, want bij de "Grossen Zuverlässigkeitsfahrt des Sport-Sonntag für Motorradfahrer" van 1926 waren twee 350cc-Ergo's en een 250cc-Ergo ingeschreven. Rudolf Gottwald startte in 1924 bij de "Marienberger Dreiecksrennen" met een 350cc-Ergo en in 1926 met een 250cc-Ergo.